# Bomberman (videogioco 1990)
Bomberman (ボンバーマン?, Bonbāman) è un videogioco d'azione del 1990 sviluppato da Hudson Soft per PC Engine e poi per Sharp X68000, come parte della serie omonima nonché rivisitazione ampliata del primo Bomberman.
In Europa uscì anche su Amiga, MS-DOS e Atari ST dove fu reintitolato Dyna Blaster (spesso riportato erroneamente come Dynablaster), edito da Ubisoft. Fu pubblicizzata anche una conversione per Commodore 64, ma quest'ultima non fu mai distribuita.

## Trama
Il protagonista è White Bomberman che ha il compito di sconfiggere la sua nemesi Black Bomberman, il quale ha rapito la figlia del loro inventore e l'ha imprigionata all'interno di un grande castello. Così il Bomberman bianco deve attraversare tutti i piani della struttura fino ad arrivare a quello più alto sconfiggendo tutti i mostri ed i nemici che incontrerà nel corso dell'avventura.

## Modalità di gioco

### Giocatore singolo
La modalità giocatore singolo è divisa in otto mondi, ognuno dei quali è suddiviso in otto livelli. Ognuno di quest'ultimi viene presentato come un labirinto composto da blocchi e nemici. Utilizzando le bombe, il giocatore deve distruggere tutti gli ostacoli che bloccheranno il suo sentiero eliminando anche tutti i mostri. Una volta che tutti i nemici saranno sconfitti e che l'uscita nascosta apparirà, si potrà avanzare al prossimo livello. Ogni zona presenta anche dei potenziamenti nascosti sotto ad alcuni blocchi, i quali possono aumentare il numero delle bombe da utilizzare, la potenza di fuoco ed altri poteri molto utili. Arrivati nell'ottavo livello di ogni mondo bisognerà affrontare e sconfiggere il rispettivo boss.

### Multigiocatore
Il gioco include anche una modalità multigiocatore la quale permette fino ad un massimo di cinque giocatori di sfidarsi l'uno contro l'altro. Questa modalità è identica a quella per un singolo giocatore fatta eccezione per i potenziamenti, i quali sono limitati al numero delle bombe e la potenza di fuoco di quest'ultime. Inoltre è presente anche una modalità alternativa, chiamata Skull Mode, nella quale a volte appariranno dei teschi sotto ai blocchi ed una volta raccolti porteranno dei danni al personaggio controllato, rendendo il tutto più difficile ed impegnativo.